# Río Manú
Le río Manú est une rivière du Pérou qui arrose l'ouest de région de Madre de Dios. Il constitue le prolongement du Río Madre de Dios, qui est lui-même la branche mère hydrologique du rio Madeira via le río Beni.
La plus grande partie de son bassin draine le Parc national de Manú.

## Géographie
La rivière naît dans la Cordillère des Andes sous le nom de río Manú Chico (90 km) qui se dirige vers le nord et rejoint le río Cashpajali (50 km). Elle prend alors le nom de río Manú et amorce une courbe vers l'est, avant de prendre la direction du sud-est jusqu'à sa jonction avec le río Alto Madre de Dios près de la localité de Boca Manú (embouchure du Manú) pour former le puissant río Madre de Dios.
Contrairement à ce que son nom indique, ce n'est pas le río Alto Madre de Dios qui constitue le cours supérieur du río Madre de Dios, mais bien le río Manú parce qu'il est plus long (340 km contre 220), plus abondant (910 m3/s contre 570), plus régulier, et parce qu'il prolonge le río Madre de Dios vers l'amont (même direction) et détermine en aval la couleur ocre de ses eaux.

## Principaux affluents
- rio Cashpajali (50 km, branche mère ouest)
- rio Manu Chico (90 km, branche mère sud)
- rio Panagua (90 km, 1 000 km2, 90 m3/s)
- rio Pinquina (140 km, 2 030 km2, 310 m3/s)
- rio Providencia (120 km, 1 520 km2, 170 m3/s)
- rio Sotilija (110 km, 1 000 km2, 110 m3/s)

Le volume d'eau charrié par ces petites rivières est extrêmement élevé, car le bassin du rio Madre de Dios est une des zones les plus arrosées de toute l'Amazonie, tout particulièrement le piémont immédiat de la Cordillère des Andes (plus de 6 mètres de pluie par an).